# Le Horlitin

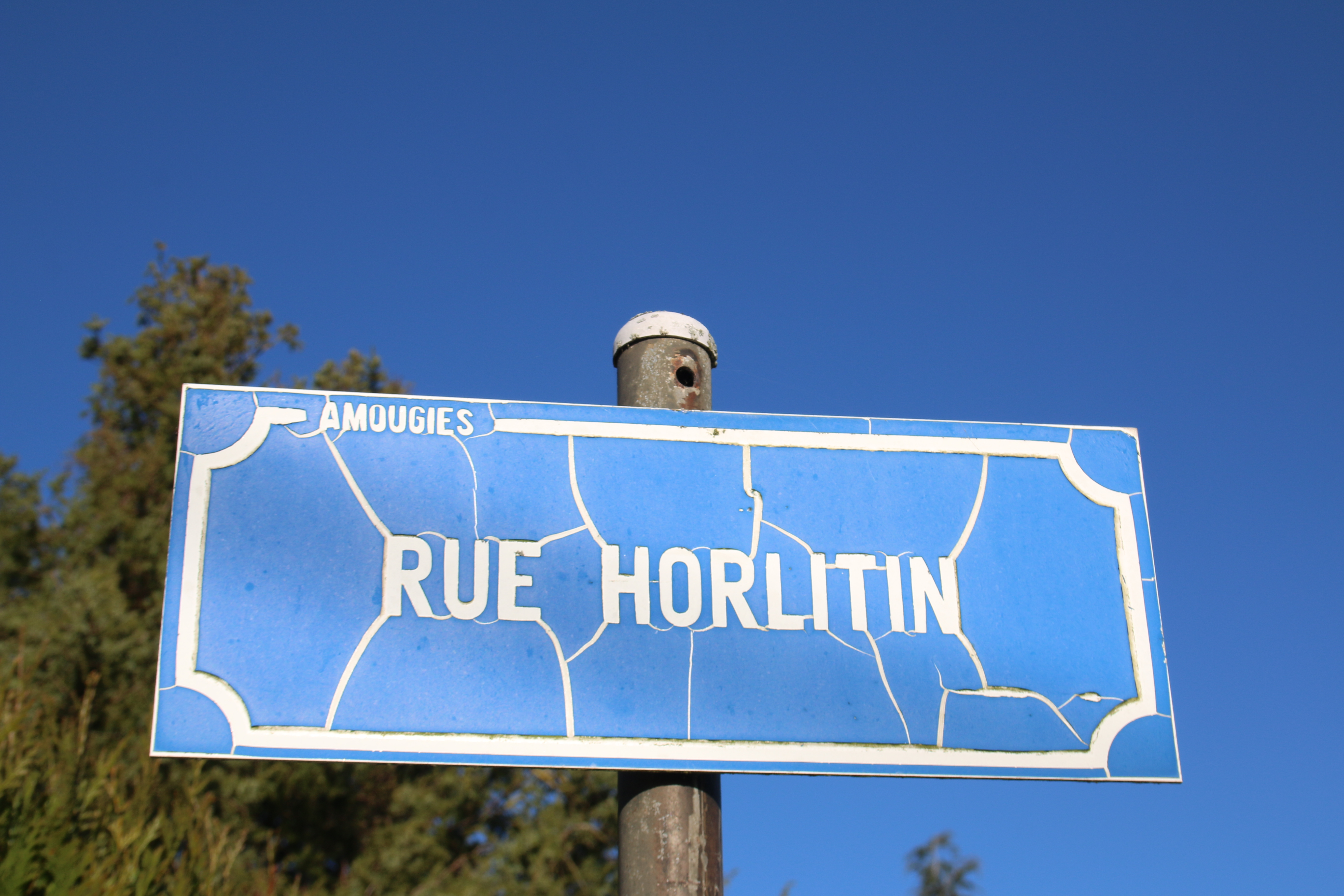

Le Horlitin is een heuveltop en helling in de Vlaamse Ardennen gelegen in de gemeenten Mont-de-l'Enclus en Kluisbergen. De Horlitin maakt deel uit van een grotere heuvel die zich uitstrekt van de Kluisberg in het westen tot de Knokteberg in het oosten. Deze heuvel wordt bedekt door het Kluisbos en wordt in zijn geheel ook wel aangeduid als 'de Kluisberg' .
De voet van de helling met de naam Horlitin ligt in Amougies in Henegouwen, de top is gesitueerd in het Kluisbos in de Belgische provincie Oost-Vlaanderen.

## Wielrennen
De helling is bekend uit onder andere De Reuzen van Vlaanderen, een parcours voor wielertoeristen en ze geldt als een van de zwaardere hellingen in de Vlaamse Ardennen. De top van de beklimming ligt een stuk lager dan de heuveltop 'Horlitin'. Er is immers geen befietsbaar pad tot de heuvel. De helling wordt ook wel eens opgenomen in het Circuit Franco-Belge als Côte de l'Horlitin.